# Capacitismo laboral en México
Las personas con discapacidad en México constituyen uno de los grupos más vulnerables con respecto a su integración al mercado laboral. De hecho, en investigaciones a nivel internacional, una menor capacidad física o mental está considerada como uno de los principales factores que generan situaciones de desigualdad y que pueden ser causa de discriminación laboral. La discriminación laboral es la situación en la que un empleado se encuentra en desventaja profesional, salarial o moral, en comparación con los demás trabajadores; por razones no relacionadas directamente con su rendimiento laboral.
En materia económica se habla de discriminación laboral “cuando, dos trabajadores con la misma capacidad productiva pero que difieren en alguna característica personal no relacionada con ésta, uno recibe un trato inferior en cuanto a posibilidades de obtener empleo y en las condiciones de trabajo” Estas diferencias pueden ser puramente físicas, como el sexo, la etnia; culturales o la presencia de una enfermedad o discapacidad. Los profesionales con discapacidades, pueden ser considerados menos aptos que otros trabajadores, lo que compromete su empleabilidad o los asigna a puestos menos relevantes. Los afectados sufren quejas como salarios más bajos, horarios de trabajo abusivos, ataques personales, menos oportunidades de promoción profesional o exclusión por parte de compañeros y/o superiores.
La inclusión laboral es una de las temáticas de gran actualidad en términos de gestión de talento dentro de las organizaciones debido a las favorables repercusiones económicas, sociales y productivas que esta conlleva. La inclusión laboral según Jürgen Weller de refiere a los “procesos que permiten el acceso de una parte de la población a empleos productivos con condiciones laborales favorables o adecuadas” sin distinción de género, raza, nacionalidad, edad, discapacidad, religión, orientación sexual o estado civil. Debido al fuerte impacto que tiene la inclusión laboral en el combate a la exclusión social, a partir de 2013 en México cada 27 de febrero se conmemora el Día Nacional por la Inclusión Laboral.

## Datos demográficos
- Mil millones de personas a nivel global, o el 15% de la población mundial, experimentan algún tipo de discapacidad.[2]

- En México el número de personas con alguna discapacidad es de 6,179,890 personas, lo que representa una tasa poblacional de PCD de 4.9 % de la población total de la República. 53% son mujeres y 47% son hombres.[3]
- El tipo de discapacidad reportado con mayor frecuencia en la Encuesta Nacional sobre Discriminación (ENADIS) 2017 es la motriz (39.2%), seguida de la visual, intelectual, auditiva y psicosocial (14.0%, 9.5%, 5.3% y 4.6%, respectivamente). Por otra parte, 27.4 por ciento de las personas con discapacidad declaró tener dos o más discapacidades: las combinaciones más frecuentes son discapacidades motriz y visual (23.8%), motriz e intelectual (11.3%) y motriz y auditiva (9.6%). [4]
- En México durante el año 2015, las personas sin discapacidad obtuvieron un salario equivalente a 1.7 veces el salario de los individuos con discapacidad. De igual forma, 39.1% de la población con discapacidad de 15 años y más participó en actividades económicas, frente a 64.7% de su contraparte sin discapacidad.[5]
- Desglosado por tipo de capacidad, las personas con discapacidad visual cuentan con una participación económica del 39.9%, quienes tienen incapacidad de movilidad registran una tasa de participación económica de 30.2% y del total de personas con discapacidades para comer, vestirse o bañarse sólo el 16.1% se encuentra generando ingresos.[6]
- En el año 2010 el total de la población ocupada laboralmente para personas sin discapacidad ascendía a 38,943,011 frente a 1,191,935 de personas con discapacidad, de las personas sin discapacidad (PSD) 6,117,589 (15.71%) se encontraban ocupados en empleos calificados, frente a 93,543 (7.85%) de PCD.[7]
- Los resultados más relevantes muestran que en efecto, existe desigualdad salarial hacia los trabajadores con discapacidad, la cual se redujo entre 20.8 a 48.7% en la década 2000-2010, de acuerdo al estudio de Márquez y Reyes (2015), oscilando entre un 5.4 a 18.8% en el año 2000, y entre el 4.1 a 7.2% para el 2010.[7]
- La falta de oportunidades laborales fue listada como la segunda principal problemática declarada por PCD en la Encuesta Nacional sobre Discriminación 2017 con un 30% de encuestados indicando este tema como primera prioridad.[8]
- Con el acceso a nuevas tecnologías de la información se busca que las PCD puedan tener mayor acceso a oportunidades laborales por medio de este sector, ya sea en trabajos remotos o híbridos y en la búsqueda de empleos. Sin embargo, 34.4% de la población con discapacidad cuenta con este servicio en su vivienda, menor al promedio nacional de 42.7%.[8]
- Esta disparidad de oportunidades empieza desde la educación y el acceso a servicios básicos, donde el 20% de los hombres y 24% de las mujeres con discapacidad no saben leer ni escribir. En contraste, con el 3.7% de los hombres y 5.1% de las mujeres sin discapacidad que no saben leer ni escribir.[9]
- Las brechas en la asistencia escolar dan cuenta de las barreras que enfrentan las personas con discapacidad en el acceso a la educación. A nivel nacional el 96.1% de hombres y 97.2% de mujeres cursan educación básica, de las PCD sólo asiste 79.9% de los hombres 79% de las mujeres. Esta situación de desventaja persiste mientras se avanza en el nivel educativo en la educación media superior o superior, o que está por concluir sus estudios formales; sin embargo, es más desfavorable entre las mujeres con discapacidad, cuya proporción de asistentes a la escuela es de 19.6%, 24.5 puntos porcentuales por debajo del promedio nacional.[8]
- Entre la población laboral ocupada de 15 a 59 años, sólo 39.7% de la población nacional cuenta con un contrato laboral; sin embargo, este porcentaje disminuye 15 puntos para la población con discapacidad (24.9%).[8]
- 24.5% de la población de 18 años y más está de acuerdo con que son de poca ayuda en el trabajo. Entre las personas jóvenes se observa un menor arraigo de esta idea prejuiciosa (19.8%), que se hace más frecuente conforme aumenta la edad: 23.0% entre las personas adultas y 37.0% entre las personas mayores.[8]

## Marco Regulatorio Mexicano

### Ley Federal del Trabajo
En el artículo 2 la ley menciona que se prohíbe la discriminación entre los trabajadores por motivos de origen étnico o nacional, sexo, edad, discapacidad, condición social, estado de salud, religión, condición migratoria, opiniones, preferencias sexuales, estado civil o cualquier otro motivo que está en contra de la dignidad humana. Por otra parte, el artículo 3 apunta que es de interés social garantizar un ambiente laboral libre de discriminación y de violencia, además de promover y vigilar la capacitación, el adiestramiento, la formación para y en el trabajo, entre otros aspectos.
Dentro del artículo 56 también se señala que las condiciones de trabajo basadas en el principio de igualdad sustantiva entre mujeres y hombres en ningún caso podrán ser inferiores a las fijadas en esta Ley y deberán ser proporcionales a la importancia de los servicios e iguales para trabajos iguales, sin que puedan establecerse diferencias y/o exclusiones por motivo de origen étnico o nacional, sexo, edad, discapacidad, condición social, estado de salud, religión, condición migratoria, opiniones, preferencias sexuales, estado civil, salvo las modalidades expresamente consignadas en esta Ley.
*Las leyes mencionadas con anterioridad no solo hablan de personas con algún tipo de discapacidad, sin embargo, hacen mención importante en la no distinción entre los diferentes grupos de personas.

### Convención sobre los Derechos de las Personas con Discapacidad y su Protocolo Facultativo
En 2008 México firmó la Convención sobre los Derechos de las Personas con Discapacidad y su Protocolo Facultativo. Uno de los objetivos con la que se creó dicha Convención fue generar un cambio en la forma de considerar socialmente a las personas con discapacidad, para reconocer a cada una su carácter de titular de derechos, así como la facultad y capacidad de tomar decisiones sobre su vida.

### Ley General de las Personas con Discapacidad
El artículo 1 indica que el objeto es establecer las bases que permitan la plena inclusión de las personas con discapacidad, dentro de un marco de igualdad en todos los ámbitos de la vida. Dentro del artículo 2, párrafo V se menciona la igualdad de oportunidades, el cual es, el proceso de adecuaciones, ajustes y mejoras necesarias en el entorno jurídico, social, cultural y de bienes y servicios, que faciliten a las personas con discapacidad una integración, convivencia y participación, con las mismas oportunidades y posibilidades que el resto de la población.
Artículo 5 “Los principios que deberán observar las políticas públicas en la materia son” por mencionar algunos: equidad, justicia social, igualdad (incluida la igualdad de oportunidades), el respeto a la dignidad y a la autonomía individual, incluida la libertad de tomar las propias decisiones y la independencia de las persnas con discapacidad, la accesibilidad y la NO discriminación.
Artículo 6, dentro del párrafo II establece que es facultad del Ejecutivo Federal en materia de la ley fomentar que las dependencias y organismos de los diferentes órdenes de gobierno trabajen en favor de la integración social y económica de las personas con discapacidad en el marco de la política de Estado. Además en el mismo artículo, párrafo IV apunta que es necesario establecer políticas y acciones para dar cumplimiento a los programas federales en materia de personas con discapacidad; así como aquellas que garanticen la equidad e igualdad de oportunidades para las personas con discapacidad en el ejercicio de sus derechos.
Específicamente en el Capítulo II de esta Ley se habla del trabajo y la capacitación. El artículo 9 destaca que “Las personas con discapacidad tienen derecho al trabajo y la capacitación, en términos de igualdad de oportunidades y equidad” y para tales efectos las autoridades competentes llevarán a cabo ciertas medidas, tales como:
1. Promover el establecimiento de políticas en materia de trabajo encaminadas a la integración laboral de las personas con discapacidad; en ningún caso la discapacidad será motivo de discriminación para el otorgamiento de un empleo;
2. Promover programas de capacitación para el empleo y el desarrollo de actividades productivas destinadas a personas con discapacidad;
3. Diseñar, ejecutar y evaluar un programa federal, estatal y municipal de trabajo y capacitación para personas con discapacidad, cuyo objeto principal será la integración laboral;
4. Formular y ejecutar programas específicos de incorporación de personas con discapacidad como servidores públicos;
5. Instrumentar el programa nacional de trabajo y capacitación para personas con discapacidad a través de convenios con los sectores empresariales, instituciones de gobierno, organismos sociales, sindicatos y empleadores, que propicien el acceso al trabajo, incluyendo la creación de agencias de integración laboral, centros de trabajo protegido, talleres, asistencia técnica, becas económicas temporales, y
6. Asistir en materia técnica a los sectores social y privado, en materia de discapacidad, cuando lo soliciten.

*La información presentada es de la original Ley del Trabajo publicada por la Cámara de Diputados H. Congreso de la Unión en 2011.

### Ley General para la Inclusión de las Personas con Discapacidad
En el capítulo II (Trabajo y Empleo) dentro del artículo 11 se dice que la Secretaría del Trabajo y Previsión Social promoverá el derecho de las personas con discapacidad al trabajo digno y al empleo, ya que de esa forma se les otorga certeza en su desarrollo personal, social y laboral y dentro de esta, se realizan diferentes acciones.
1. Prohibir cualquier tipo de discriminación por motivo de discapacidad en la selección, contratación, remuneración, tipo de empleo, reinserción, continuidad, capacitación, liquidación laboral y promoción profesional; asegurando condiciones de trabajo accesibles, seguras y saludables; Fracción reformada DOF 27-10-2022
2. Diseñar, ejecutar, evaluar y promover políticas públicas para la inclusión laboral de las personas con discapacidad atendiendo a sus competencias laborales, tanto en el sector público como en el privado, de modo que se proteja la capacitación, el empleo digno, la contratación y los derechos laborales, en su caso, de las personas con discapacidad;
3. Elaborar e instrumentar el programa nacional de trabajo y empleo para las personas con discapacidad, que comprenda la capacitación, creación de agencias de inclusión laboral, acceso a bolsas de trabajo públicas o privadas, centros de trabajo con infraestructura, talleres, asistencia técnica, formación vocacional o profesional, becas en cualquiera de sus modalidades, inserción laboral de las personas con discapacidad en la administración pública de los tres órdenes de gobierno, a través de convenios con los sectores público, social y privado; Fracción reformada
4. Proporcionar asistencia técnica y legal a los sectores productivos que así lo soliciten, tanto sociales como privados, en materia de derechos e inclusión laboral para personas con discapacidad;
5. Revisar las Normas Oficiales Mexicanas a efecto de permitir el pleno acceso y goce de los derechos en materia laboral establecidos por la presente Ley y demás disposiciones aplicables;
6. Fomentar la capacitación y sensibilización al personal que trabaje con personas con discapacidad en el sector público o privado;
7. Promover medidas a efecto de que las obligaciones laborables no interrumpan el proceso de rehabilitación de las personas con discapacidad,
8. Las demás que dispongan otros ordenamientos.

*La información presentada es de la original Ley General para la inclusión de las personas con discapacidad  publicada por la Cámara de Diputados H. Congreso de la Unión en 2022.

### Ley Federal para Prevenir y Eliminar la Discriminación
Es la encargada de desarrollar normativamente el principio de no discriminación y establece como su objetivo la prevención y eliminación de todas las formas de discriminación ejercidas contra cualquier persona, así como la promoción de la igualdad de oportunidades y de trato. De igual forma, a través de dicho sustento legal el Estado se compromete a proteger a todas las y los mexicanos de cualquier acto de discriminación.

## Instituciones Gubernamentales
| Nombre                                                      | Labores |
| ----------------------------------------------------------- | --- |
| CONAPRED (Consejo Nacional para Prevenir la Discriminación) | El consejo nacional para prevenir la discriminación, es un organismo que se encarga de eliminar, las conductas de discriminación en todo el país, cuya principal función es diseñar políticas y leyes públicas, con la finalidad de promover el derecho a la no discriminación, mediante el recibimiento y atención a quejas por presuntos actos discrminatorios por parte de instituciones públicas y privadas. |
| CEAV (Comisión Ejecutiva de Atención a Víctimas)            | La comisión ejecutiva de atención a víctimas, es un órgano que se encarga de vigilar y controlar la ley general de víctimas, el cual tiene como principal objetivo brindar atención a personas que sean violentadas, a través de la construcción de políticas públicas, en materia de discriminación. |
| IMEDIS (Instituto Mexiquense para la Discapacidad)          | Este instituto tiene como principal objetivo asegurar la aplicación, ejecución y cumplimiento de los derechos de las personas con discapacidad, cuya finalidad es garantizar la igualdad de oportunidades en México. |

## Retos en México
- La accesibilidad es un gran reto. La mayoría de los espacios públicos y privados no es accesible, pero no se destinan recursos suficientes para modificarlos.[17] Esto puede ser evidenciado en pocas rampas peatonales en las banquetas, así como la ausencia de elevadores en caso de puentes elevados.
- Otro reto muy importante es la falta de sensibilización en la población, ya que muchos por ejemplo ocupan el lugar reservado por las personas con discapacidad en los estacionamientos, dejando sin espacio a aquellos que realmente lo necesitan.
- Hace falta una inclusión de las personas con discapacidad en la vida política. En 2021 el INE hizo un llamado a los partidos políticos a incluir por lo menos seis fórmulas de candidatos con alguna discapacidad en cualquiera de los 300 distritos electorales federales, además de una fórmula para que pudiera ser elegida por la vía de representación proporcional.  En las elecciones de junio de 2021, si bien hubo 4 victorias históricas, éstas apenas representan apenas el 0.3% de las curules y están muy lejos de ser una representación equitativa con el porcentaje de población que vive con alguna discapacidad en el país (16.5%).
- Ante el contexto de fenómenos epidemiológicos como pandemias similares a la reciente del COVID-19. Las personas con discapacidad resultan más afectadas debido a las barreras actitudinales, institucionales y del entorno. En muchas ocasiones las personas con discapacidad tienen afecciones de salud preexistentes que las hacen más susceptibles de contraer virus y enfermedades provocando la presencia de síntomas más graves al infectarse, lo que conduce a tasas elevadas de mortalidad.[18]